# Wyższa Szkoła Oficerska Wojsk Chemicznych
Wyższa Szkoła Oficerska Wojsk Chemicznych im. Stanisława Ziai  (WSOWChem) – uczelnia wojskowa Sił Zbrojnych PRL.

## Historia
Szkoła wywodziła się z Kursu Oficerów Służby Chemicznej utworzonego w 1948 w Modlinie przy 2 Pomorskim Batalionie Miotaczy Ognia. W 1949 kurs ten przeniesiono do Rembertowa, a w 1953 przekształcono go Oficerską Szkołę Obrony Przeciwchemicznej, którą w październiku 1954 przeniesiono do Krakowa. W 1958 szkołę tą przemianowano na Oficerską Szkołę Wojsk Chemicznych.
We wrześniu 1967 w oparciu o Oficerską Szkołę Wojsk Chemicznych sformowano Wyższą Szkołę Oficerską Wojsk Chemicznych. Uczelnia przygotowywała kadry dowódcze dla potrzeb wojsk chemicznych. Podchorążowie kończyli kurs samochodowy i uzyskiwali prawo jazdy kategorii „B”. W 1974 w strukturze uczelni utworzono Szkołę Oficerów Rezerwy przygotowującą absolwentów wyższych uczelni cywilnych w specjalności rozpoznanie skażeń. W 1980 powstaje Katedra Nauk Technicznych.
Szkołę rozformowano w 1990 w ramach procesu restrukturyzacji szkolnictwa wojskowego.
Kształcenie oficerów wojsk chemicznych przejęła Wyższa Szkoła Oficerska Inżynierii Wojskowej we Wrocławiu, do której przeniesiono laboratoria i sprzęt chemiczny oraz kadrę dydaktyczną i specjalistyczną ze zlikwidowanej uczelni.

## Kierunki kształcenia
WSOWChem kształciła oficerów – dowódców pododdziałów wojsk chemicznych na poziomie studiów inżynierskich w specjalności rozpoznanie i likwidacja skażeń.

## Struktura organizacyjna (1975)
- komenda
- oddział szkolenia
- wydział planowania
- wydział administracji ogólnej
- jednostki dydaktyczne
  - cykl chemii wojskowej
  - cykl dozymetrii wojskowej
  - cykl sprzętu ochrony i likwidacji skażeń
  - cykl taktyki rodzajów wojsk
  - cykl ogólnokształcący
  - cykl przedmiotów społeczno-politycznych
  - zakład szkolenia ogniowego
  - zakład wychowania fizycznego
- biblioteka naukowa
- biblioteka oświatowa
- batalion podchorążych
- szkoła chorążych i podoficerów zawodowych
- szkoła oficerów rezerwy
- kompania obsługi

## Komendanci
- płk dypl. Bolesław Szady (1967–1971)
- płk dypl. inż. Aleksy Sokołowski (1971–1974)
- płk mgr inż. Józef Korecki (1974–1986)
- płk dr inż. Władysław Chwałek (1986–1989)
- gen. bryg. Mieczysław Karus (1989–1990)